# Lutomirów
Lutomirów – wieś w Polsce,  położona w województwie wielkopolskim, w powiecie kolskim, w gminie Dąbie.
| SIMC    | Nazwa      | Rodzaj    |
| ------- | ---------- | --------- |
| 0282607 | Nasierdzie | część wsi |
| 0282613 | Zagaj      | część wsi |

W latach 1975–1998 wieś administracyjnie należała do województwa konińskiego.